# Hanieh Samari
Hanieh Samari (* 20. Dezember 1996) ist eine iranische Mittelstreckenläuferin.

## Sportliche Laufbahn
2018 wurde Hanieh Samari iranische Hallenmeisterin über 800 Meter und qualifizierte sich damit für die  Hallenasienmeisterschaften in Teheran, bei denen sie im 800-Meter-Lauf den fünften Platz erreichte. Sie nahm auch am Bewerb über 1500 Meter teil, musste ihren Lauf dort aber vorzeitig beenden. Zudem gewann sie mit der iranischen 4-mal-400-Meter-Staffel in 3:51,39 min die Silbermedaille hinter dem kasachischen Team.

## Persönliche Bestleistungen
- 800 Meter: 2:12,74 min, 20. Juni 2018 in Maschhad
  - 800 Meter (Halle): 2:13,94 min, 9. Januar 2020 in Teheran
- 1500 Meter: 4:45,81 min, 5. September 2017 in Teheran
  - 1500 Meter (Halle): 4:48,39 min, 5. Januar 2018 in Teheran